# 크냐지
크냐지(러시아어: князь)는 동유럽의 제후 작위이다. 서유럽의 "프린스"에 해당하며 라틴어로는 프린켑스라고 옮기지만, 슬라브어 원어는 게르만조어로 "왕"을 의미하는 쿠닝가즈(영어의 "킹", 독일어의 "쾨니히"의 어원)와 어원이 같다. 
본래 "크냐지"란 군장국가의 군장을 가리키는 말로 사용되다가 역사의 발전에 따라 봉건국가의 국가원수를 가리키는 말로 용례가 변했다. 동유럽과 서유럽의 작위들이 일대일 대응하지 않기 때문에 "크냐지"에 대한 번역도 혼동의 소지가 있다. 키예프 루스가 존재하던 당시 라틴어 문헌들에서 루스 제공국의 크냐지들을 "왕(rex)"이라고도 하고 "공작(dux)"라고도 하듯 중세 당대부터 이런 혼동이 이루어져 왔다.
중앙집권이 진행됨에 따라 913년 불가리아의 시메온 1세가 크냐지 대신 차르를 칭호로 채택했고, 키예프 루스에서도 벨리키 크냐지를 칭호로 채택하는 등 상위 작위들이 생기면서 크냐지 작위는 격이 낮아졌다. 13세기에 키예프 루스가 분열되면서 스몰렌스크 대공국, 갈리치아-볼히니아 대공국, 블라디미르 대공국, 랴잔 대공국, 트베리 대공국 등의 루스인 제공국들이 벨리키 크냐지를 칭하게 되었고 리투아니아 대공국에서도 벨리키 크냐지(대공)를 칭했다. 1547년 모스크바 대공국의 이반 4세가 벨리키 크냐지 대신 차르를 칭호로 채택했다.

## 같이 보기
- 보이보드
- 보야르